# Flavius Arcadius bizánci császár
Flavius Arcadius, görögösen Arkadiosz (Hispania, 377 – Konstantinápoly, 408. május 1.) a Keletrómai Birodalom első császára 395-től haláláig, I. (Nagy) Theodosius és Flacilla idősebbik fia, Honorius nyugatrómai császár bátyja volt.

## Kegyencek bábja
Valahol Hispaniában született 377-ben. Neveléséről először a pogány Themistius, később a keresztény Nagy Szent Arszéniosz gondoskodott. A tudósítások szerint alacsony és rossz alkatú volt, intelligenciáját tekintve sem emelkedett ki, emellett akaratereje sem volt elég ahhoz, hogy uralkodhasson. (A krónikások egyedül szép kézírását említík érdemeként.) 395-ben apja keleti területeket uraló társcsászárává tették augustus címmel.
Mindössze 12 éves volt, amikor a Római Birodalom kettéosztásakor valóban trónra lépett, és helyette – csakúgy, mint bátyja helyett a germán Flavius Stilicho – kegyencek kormányoztak. Első tanácsadóját, Rufinust az itt is befolyást szerezni vágyó Stilicho már 395-ben meggyilkoltatta, hogy mindkét császárra befolyást gyakorolhasson, de Arcadius új kegyence Eutropius lett. Az ifjú császár a rá szintén nagy befolyással bíró felesége, Aelia Eudoxia kérésére 399-ben menesztette Eutropiust, majd feleségének a császári udvar pazarlásait bíráló Aranyszájú Szent János konstantinápolyi pátriárkát is sikerült eltávolíttatnia székéből 404-ben. Miután Eudoxia ugyanebben az évben meghalt méhen kívüli terhességben, Arcadius új tanácsadója a praefectus praetorio, Anthemius lett élete végéig. A császár leginkább kegyes keresztényként szerzett érdemeket, nem pedig politikai téren.

## A Birodalom helyzete

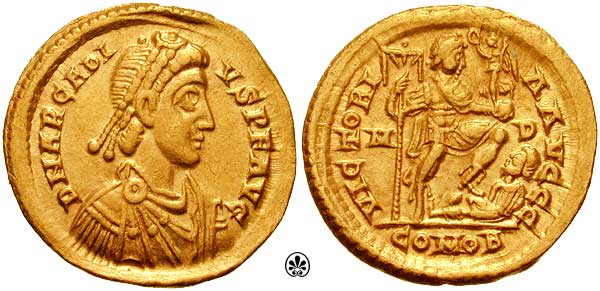
Arcadius solidusa

A kettéosztott birodalom már első éveiben súlyos krízissel szembesült: az Alarich vezette nyugati gótok – akiket még Theodosius telepített le szövetségesként a Thrák diocesisben, a Duna alsó folyásánál – dúlni kezdték a Balkán-félszigetet, eljutva egészen Konstantinápoly falaiig és Dél-Hellaszig. Mivel a két birodalomfél nem volt képes összehangoltan fellépni a gót veszedelem ellen, Arcadius – illetve a helyette döntő Eudoxia, a magister militum praesentalis (hadseregfőparancsnoki) rangot viselő gót Gainas és Eutropius – végül kénytelen volt Alarichot magister militum per Illyricum címmel felruházni, azaz kinevezni a Balkán nyugati felének parancsnokává (397). Stilicho minden keleti birodalomfél területén levő birtokát elkobozták.
399-ben Tribigild vezetésével egy Phrügiában állomásozó gót kontingens fellázadt – nagy valószínűséggel Gainas felbujtására – és követelte az eunuch Eutropius menesztését. Eudoxia és Gainas meggyőzték a császárt, hogy áldozza fel miniszterét, akit Ciprusra száműztek, majd kivégeztek. Tribigild gótjai visszatértek Európába, és Konstantinápolyban és a környékén telepedtek le. Gainas gondoskodott a nem germán bizánci haderő eltávolításáról, majd követelte, hogy az ariánus gótok szabadon gyakorolhassák vallásukat. Aranyszájú Szent János keményen ellenállt az eretnekeknek, mire a gótok megszállták a palotát, és a felgyújtásával fenyegettek (400.). Ekkor váratlan fordulat történt: a főváros népe kiűzte az egyre gyűlöletesebbé váló germánokat. Gainas, aki a Boszporuszon súlyos vereséget szenvedett a flottától, menekülni kényszerült.
Az eset határására hamarosan a hadsereget is átszervezték, kirekesztve belőle a germán népelemet. (A szükség úgy hozta, hogy nem sokkal később ismét be kellett sorozni őket, és egészen a 7. századig a germánság képezte a keletrómai haderő legütőképesebb részét.) A Keletrómai Birodalomra hamarosan meglehetősen békés időszak köszöntött, amelynek mintegy nyitányaként 410-ben Alarich népével együtt áttelepült Itáliába. Ezt azonban Arcadius már nem érhette meg: utódja az uralkodásra tudatosan felkészített, ám még igen fiatal fia, II. Theodosius lett.

## Gyermekei
Aelia Eudoxiától (†404. október 6.) 2 gyermeke született:
- II. Theodosius bizánci császár
- Pulcheria bizánci császárné (*399. január 19.; †453)